# True Jackson
True Jackson (2008-2011) – amerykański serial komediowy Nickelodeon, który swoją premierę w Polsce miał 27 marca 2010 roku.

## Opis fabuły
Serial opowiada o 15-letniej dziewczynie zwanej True Jackson (Keke Palmer), która otrzymuje pracę w domu mody marki odzieżowej „MadStyle” jako wiceprezydent młodzieżowej linii. Jej pomysły przypadają do gustu szefowi i projektantowi – Maxowi Madiganowi (Greg Proops), jednak inni pracownicy firmy nie wzbudzają one zachwytu. True może liczyć na przyjaciół – Ryana (Matt Shively) i Lulu (Ashley Argota), którzy wiedzą jak wesprzeć ją w trudnych sytuacjach oraz podnieść na duchu.

## Bohaterowie

### Główni
- True Jackson (Keke Palmer) – główna bohaterka serialu, która jest prawdziwą szczęściarą. Dziewczyna, dzięki uporowi i pracowitości otrzymuje pracę w domu mody marki odzieżowej „MadStyle” jako wiceprezydent młodzieżowej linii. Ma dwójkę przyjaciół – Ryana i Lulu. Często mówi „Że niby jak to?!”.
- Louise „Lulu” Johnson (Ashley Argota) – sekretarka i asystentka oraz najlepsza przyjaciółka True. Jest zwariowana i głośna. Wielu ludzi nie wierzy, że jest bardzo inteligentna i uzdolniona matematycznie. Umie liczyć jak kalkulator.
- Ryan Laserowiec (Matt Shively) – najlepszy przyjaciel True. Nie posiada oficjalnej pracy w domu mody marki odzieżowej „MadStyle”, ale ma większość kluczy do sal w firmie. Jest zawsze rozwieszany przez True i Lulu. Nie jest bardzo inteligentny i bardzo ciamajdowaty. Ma obsesję na punkcie gier komputerowych. Kocha cheerleaderkę ze szkoły.
- Amanda Cantwell (Danielle Bisutti) – jedna z wielu pracowników domu mody marki odzieżowej „MadStyle”. Jest wiceprezydentem kobiecej mody. Od pierwszego odcinka uznała True jako rywalkę. Przed pojawieniem się True w firmie to ona była ulubienicą szefa.
- Oscar R. Eception (Ron Butler) – sekretarz i operator domu mody marki odzieżowej „MadStyle”. Pracuje obok recepcji na piętrze na stanowisku.
- Max Madigan (Greg Proops) – szef i projektant marki odzieżowej „MadStyle”. Bardzo lubi True. Umie dawać dobre rady. Często wywala Kopelmana z sali konferencyjnej. Ożenił się z bibliotekarką ze szkoły True. Jego ojciec był zawodowym klaunem i chciał, by syn poszedł w jego ślady.
- Jimmy Madigan (Robbie Amell) – dostawca poczty w „MadStyle”. Bratanek szefa True. Dziewczyna zakochała się w nim. W drugiej serii dowiadujemy się, że on również zakochał się w True i zostają parą.

### Drugoplanowi
- Kopelman (Dan Kopelman) – pracownik. Nie wiadomo co robi w biurze, często je i nigdy nic nie mówi. Na każdym zebraniu jest wyrzucany przez Maxa Madigana, jednak w dwóch odcinkach Kopelman nie został wyrzucony z sali konferencyjnej (raz, bo służył jako podstawka do kawy, a drugi to, że się cieszył, że został wyrzucony, ale Max mu kazał żeby wrócił na miejsce).
- Shelly (Taylor Parks) – jedna z najlepszych przyjaciółek True.

## Odcinki
| Sezon | Sezon | Odcinki | Pierwsza emisja   | Ostatnia emisja      | Pierwsza emisja  | Ostatnia emisja |
| ----- | ----- | ------- | ----------------- | -------------------- | ---------------- | --------------- |
|       | 1     | 26      | 8 listopada 2008  | 17 października 2009 | 27 marca 2010    | 8 stycznia 2011 |
|       | 2     | 20      | 14 listopada 2009 | 7 sierpnia 2010      | 16 stycznia 2011 | 5 lutego 2012   |
|       | 3     | 14      | 11 września 2010  | 21 sierpnia 2011     | 17 marca 2012    | 24 czerwca 2012 |

## Wersja polska
Wersja polska: na zlecenie Nickelodeon Polska – Start International Polska

Reżyseria: Andrzej Chudy

Dialogi polskie: Marcin Bartkiewicz

Dźwięk i montaż:
- Janusz Tokarzewski (odc. 2-6, 8-10, 13-26, 47-49),
- Michał Skarżyński (odc. 7, 11-12, 27-38, 43-46, 54-60),
- Hanna Makowska (odc. 39-42),
- Jerzy Wierciński (odc. 50-53)

Kierownik produkcji: Elżbieta Araszkiewicz

Nadzór merytoryczny: Aleksandra Dobrowolska i Katarzyna Dryńska

Wystąpili:
- Marta Zgutczyńska – True
- Dominika Sell – Lulu
- Marek Molak – Ryan
- Aleksander Mikołajczak –
  - Max,
  - pan Muffigan (odc. 50)
- Agnieszka Kunikowska –
  - Amanda,
  - Lisa Marie (odc. 25-26)
- Wojciech Paszkowski – Oscar
- Artur Pontek –
  - Jimmy,
  - Ryan Sheckler (odc. 9)
- Joanna Węgrzynowska –
  - Claire Underwood (odc. 2),
  - Doris (odc. 6, 18, 35, 38),
  - Ella (odc. 14, 22),
  - Judy (odc. 15),
  - „Pinkówna” #3 (odc. 16),
  - Danica (odc. 17),
  - Kelsey (odc. 21, 25-26, 28-29, 32, 33, 37, 46, 49, 51, 55, 59-60),
  - Mable O’Grady (odc. 24),
  - Natasha Bedingfield (odc. 28),
  - Jena (odc. 30),
  - Pani Coll (odc. 43),
  - Fefe Dobson (odc. 48),
  - Lindsay Perkins (odc. 57),
  - Abuela (odc. 60)
- Milena Suszyńska –
  - Tina (odc. 2),
  - Martha (odc. 6),
  - Dziewczyna z imprezy (odc. 8)
- Tomasz Steciuk –
  - Flerk D’Brsken (odc. 2),
  - Lektor „Gwiezdnej Plantacji” (odc. 6),
  - Troy (odc. 47),
  - Skeet (odc. 48)
- Paweł Galia –
  - Tłumacz (odc. 2),
  - Ochroniarz (odc. 8)
- Barbara Kałużna –
  - Asystentka Amandy (odc. 3),
  - Kitty Monreaux (odc. 10),
  - Nora (odc. 22)
- Krzysztof Cybiński –
  - Pracownik Wesołej Jagódki (odc. 3),
  - DJ Snazy Jason (odc. 7, 9),
  - Johnny D. (taksówkarz) (odc. 50),
  - sprzedawca w cukierni (odc. 52),
  - bramkarz (odc. 53)
- Joanna Kudelska –
  - Dakota (odc. 3),
  - Pasażerka #1 (odc. 44),
  - Carla (odc. 45),
  - Siena (odc. 46)
- Julia Kołakowska –
  - Dziewczyna z Wesołej Jagódki (odc. 4),
  - Jena (odc. 10),
  - Pinky Turzo (odc. 16, 37),
  - Shelly (odc. 33),
  - Mindy (odc. 36),
  - Kelnerka w Sekretnym miejscu (odc. 38)
- Paweł Szczesny –
  - Nick (odc. 5),
  - Dave (odc. 9)
- Jakub Szydłowski –
  - Głos komputera Amandy (odc. 3),
  - Chad (odc. 5, 41),
  - Skater #1 (odc. 9),
  - Simon Christini (odc. 11),
  - Hibbert (odc. 12, 16, 18, 20, 39, 42, 59),
  - Mikey J (odc. 15, 21, 24, 25-26, 28, 30, 32, 37, 47, 49, 51, 59-60),
  - Ochroniarz (odc. 17),
  - Mitchell (odc. 19, 49),
  - Brock Champion (odc. 24, 32, 60),
  - Dyrektor Chuck Ruckman (odc. 26, 28, 34, 56),
  - spiker zapowiadający paradę (odc. 36)
  - Magik w metrze (odc. 38),
  - Kelner w Burgerowym Zaułku (odc. 40),
  - Pan Donovan (odc. 43),
  - Ślepy Bob (odc. 44),
  - Nil (odc. 44-45),
  - DJ Lance (odc. 45),
  - Donald Niesłychany (odc. 46),
  - PC (odc. 48),
  - spiker (odc. 53),
  - klaun Śmieszek (odc. 54),
  - Chase (odc. 55),
  - złodziej z torbą pieniędzy (odc. 58)
- Karol Wróblewski –
  - Justin (odc. 7),
  - Sebastian Fabulous (odc. 16),
  - Jobi Castanueva (odc. 17),
  - Jake Hooley (odc. 18, 38, 58),
  - Lance (odc. 35),
  - ochroniarz (odc. 36),
  - Bingo (odc. 39, 40),
  - Royce Bingham (odc. 42),
  - kolonialny pocztowiec (odc. 55),
  - Oswald (odc. 56),
  - właściciel Świata Cytryn (odc. 57),
  - TJ (odc. 59-60)
- Adam Pluciński – Skater #2 (odc. 9)
- Izabella Bukowska –
  - Emily (odc. 7),
  - Rose Pinchbinder (odc. 12)
- Robert Tondera – Ted Begley, Jr. (odc. 13)
- Brygida Turowska –
  - Coral Barns (odc. 13),
  - Laura (odc. 14)
- Natalia Kitamikado –
  - Cammy (odc. 16),
  - Sharon Tay (odc. 18)
- Andrzej Chudy –
  - Bileter (odc. 17),
  - Kent Shocknek (odc. 18, 40),
  - Chiński detektyw (odc. 21, 50)
  - Głos prezentera telewizyjnego (odc. 22),
  - Burt Burlington (odc. 23, 36, 53),
  - Jenkins (odc. 27),
  - Hank (odc. 28),
  - Kierownik sali w Finique (odc. 31),
  - Sonny Klankman (odc. 31),
  - DJ Snazy Jason (odc. 32),
  - Fan Johna Cena (odc. 33),
  - Reżyser filmowy (odc. 33),
  - Frank Woo (odc. 33),
  - David Poduch (odc. 34),
  - Głos maszynisty (odc. 38),
  - Kucharz w Burgerowym Zaułku (odc. 39),
  - Policjant (odc. 40),
  - Król Żuli z Burgerowego Zaułka (odc. 40),
  - Kapitan rejsu lotniczego (odc. 44),
  - Urzędnik stanu cywilnego (odc. 45),
  - pan Bruntos (niuchacz) (odc. 47),
  - Ed Wheeler (odc. 52),
  - Dick Falcon / Ben Franklin (odc. 55),
  - pan Nospa (odc. 56),
  - ochroniarz galerii (odc. 57),
  - Miazga (odc. 60)
- Klaudiusz Kaufmann –
  - Dostawca Courier Pizzy (odc. 19),
  - Matt (odc. 20),
  - Troy (odc. 54),
  - kolonialny żołnierz (odc. 55),
  - recepcjonista Bad Smiles (odc. 56),
  - Roberto de la Jesus Rodriguez Dominikana (odc. 59-60)
- Marta Ledwoń – Shelly (odc. 21)
- Katarzyna Priwieziencew – Monique (odc. 21)
- Janusz Wituch –
  - Pan Jameson (odc. 22, 32, 56),
  - Lars Baltazar (odc. 39),
  - Ian (odc. 40),
  - Brad D’Impala (odc. 42),
  - konferansjer (odc. 42),
  - Selman (odc. 54),
  - właściciel budki Kraft Kabin (odc. 57),
  - kapitan Dexter (odc. 59),
  - barman (odc. 60)
- Marek Bocianiak –
  - Craig (odc. 22),
  - Pan Meril (odc. 23)
- Maciej Więckowski –
  - Jasper Peacock (odc. 22),
  - Fotograf (odc. 43),
  - Ochroniarz (odc. 44),
  - Detektyw (odc. 45),
  - Ojciec Bernie (odc. 46),
  - Szeregowiec Chris Murphy (odc. 46)
- Anna Sztejner –
  - Panna Park (odc. 25-26, 28, 29, 30, 32, 34, 37, 42, 51, 55, 56),
  - Koleżanka Kelsey (odc. 25),
  - Dziewczynka (odc. 26),
  - Matka dziewczynki (odc. 26)
- Ewa Serwa –
  - Sophie Girard (odc. 25-26),
  - Kucharka (odc. 28),
  - Jurorka (odc. 29),
  - Sophie (odc. 30)
- Leszek Zduń – Ojciec True (odc. 25-26)
- Mateusz Narloch –
  - Moose (Todd) (odc. 26, 29),
  - Książę Gabriel (odc. 40),
  - głos z widowni (odc. 42),
  - Jack (odc. 57),
  - łobuz (odc. 58),
  - Piła (odc. 60)
- Grzegorz Kwiecień –
  - Justin (odc. 27-28),
  - Stu (odc. 31),
  - John Cena (odc. 33)
- Joanna Pach –
  - Kyla (odc. 27-28),
  - Cheerleaderka (odc. 29),
  - Izzy (odc. 30),
  - Dejna (odc. 30, 32),
  - Babs (odc. 34),
  - Bijou (odc. 35),
  - Kreuftlva (odc. 36),
  - Shelly (odc. 51),
  - piłkarka #2 (odc. 54),
  - Callie (odc. 57)
- Krzysztof Łapiński – O’Bannon (odc. 29)
- Dariusz Wnuk –
  - Piła (Jeremie) (odc. 29, 42),
  - Doug Wilson (odc. 40)
- Grzegorz Drojewski – Justin Bieber (odc. 30)
- Katarzyna Kozak – Mama True (odc. 33)
- Wit Apostolakis-Gluziński –
  - Mały Ryan (odc. 33),
  - Nate (odc. 34)
- Martyna Sommer – Mała True (odc. 33)
- Julia Chatys –
  - Mała Amanda (odc. 33, 60),
  - Molly (odc. 34),
  - piłkarka #1 (odc. 54)
- Ewa Drzymała –
  - Libby Gibbils (odc. 39),
  - Sharon Tay (odc. 40),
  - Evvy Wexler (odc. 42)
- Andrzej Gawroński – Frank Giapello (odc. 43)
- Iwona Rulewicz –
  - Vanessa (odc. 44-45),
  - Shirley (odc. 46)
- Dariusz Odija –
  - Rabuś (odc. 44),
  - Karl Gustav (odc. 45),
  - głos w reklamie (odc. 50, 51),
  - Wayne Madigan (odc. 52),
  - Lionel (odc. 53)
- Zuzanna Galia – Bernie (odc. 46)
- Elżbieta Jędrzejewska –
  - Watson (odc. 48),
  - Ella (odc. 49)
- Kajetan Lewandowski –
  - Kyle (odc. 50, 51),
  - Leon Thomas III (odc. 53),
  - Timmy (odc. 56),
  - Linus (odc. 57)
- Miłosz Konkel –
  - Harvey (odc. 51, 56),
  - Stan (odc. 57),
  - Pan Duży (odc. 60)
- Marzena Montewka –
  - Dejna (odc. 51),
  - głos na lotnisku (odc. 52)
- Katarzyna Łaska – Nina (odc. 57)

i inni
Lektor: Andrzej Chudy